# Wojciech Maksymilian Żukowski
Wojciech Maksymilian Żukowski herbu Prus III (zm. 12 marca 1648 roku) – podsędek sandomierski w latach 1637–1641, cześnik płocki w latach 1628–1637, podstarości i sędzia grodzki nowokorczyński w latach 1620–1621, 1623–1625 i 1634–1647, podstarości i sędzia grodzki chęciński w latach 1628–1633, komornik graniczny wiślicki w 1627 roku, komornik graniczny chęciński, urzędnik kancelarii nowokorczyńskiej w latach 161?–1616.
Poseł województwa sandomierskiego na sejmy lat: 1628, 1635 (II), 1637 (II), 1643, 1645.
Był synem Bartłomieja Żukowskiego i Anny Kruszyńskiej herbu Pobóg. Brat Stanisława, wikariusza generalnego i kanonika poznańskiego.